# Воронин, Михаил Иванович
Михаил Иванович Воронин — советский хозяйственный, государственный и политический деятель.

## Биография
Родился в 1926 году. Член КПСС с 1949 года.
С 1948 года — на хозяйственной, общественной и политической работе. В 1948—1987 гг. — старший технолог, заместитель начальника цеха, заместитель главного инженера, главный инженер, директор Алтайского тракторного завода имени Калинина, генеральный директор Алтайского моторостроительного производственного объединения имени XXV съезда КПСС.
Избирался депутатом Совета Союза Верховного Совета СССР 9-го созыва от Алтайского края.
Делегат XXIV съезда КПСС.
Умер после 1987 года.